# ニック・グリッグ
ニック・グリッグ（Nick Grigg、1992年9月18日 - ）は、プロD2・USカルカソンヌに所属するラグビーユニオン選手。

## プロフィール
- ニュージーランド・タワフラット出身[1]。
- ポジションはセンター(CTB)。
- 身長 177cm、体重 85kg
- スコットランド代表キャップは9（2021年12月現在）。
- スコットランド出身の祖父を持つ[2]。

## 来歴
グラスゴー・ウォリアーズを経て、2021年、NTTドコモレッドハリケーンズ大阪に加入。
2022年3月19日に行われたJAPAN RUGBY LEAGUE ONE第10節グリーンロケッツ東葛戦にて先発出場で日本での公式戦初出場を果たした。同年、USカルカソンヌに加入。